# Neohegira breviceps
Neohegira breviceps är en insektsart som beskrevs av Rauno E. Linnavuori och Delong 1978. Neohegira breviceps ingår i släktet Neohegira och familjen dvärgstritar. Inga underarter finns listade i Catalogue of Life.